# Gulistan (huyện)
Gulistan là một huyện thuộc tỉnh Farah, Afghanistan. Dân số thời điểm năm 1999 là 23,091 người.